# Séverine de Laveleye
Séverine de Laveleye (Ukkel, 9 november 1976) is een Belgisch politica voor Ecolo.

## Levensloop
De Laveleye studeerde in 1999 af aan de Université libre de Bruxelles, waar ze diploma's behaalde in de filosofie, publieke gezondheid en culturele antropologie. Ze werd coördinator en secretaris-generaal van de Brusselse ngo voor ontwikkelingssamenwerking Quinoa en werkte van 2001 tot 2002 bij het Belgische Rode Kruis als projectverantwoordelijke in Congo-Kinshasa.
In 2014 sloot ze zich aan bij Ecolo, de partij waarvoor ze sinds december 2018 in de gemeenteraad van Vorst zetelt. Bij de gemeenteraadsverkiezingen van oktober 2024 voerde De Laveleye in Vorst de Ecolo-Groen-lijst aan, met de bedoeling het burgemeesterschap te kunnen opnemen, een functie die de partij reeds bekleedde in de gemeente. De partij eindigde echter slechts op de vierde plaats, maar bleef wel in de meerderheid. In februari 2025 werd De Laveleye voorzitter van het OCMW van Vorst. 
Bij de verkiezingen van 26 mei 2019 kreeg De Laveleye de tiende plaats toegewezen op de federale lijst van Ecolo in de kieskring Brussel-Hoofdstad. Via doorbreking van de lijstvolgorde werd ze niettemin verkozen tot lid van de Kamer van volksvertegenwoordigers,  waar ze zich ging toeleggen op ontwikkelingssamenwerking, volksgezondheid, voedselveiligheid en de federale culturele instellingen. Van 2021 tot 2022 was ze eveneens ondervoorzitter van de Kamer. Bij de verkiezingen van 9 juni 2024 stond De Laveleye op de vijfde plek van de Ecolo-lijst in Brussel, maar ze werd niet herkozen.